# Щепной переулок (Одесса)
Щепной переулок — короткая улица в Одессе, в историческом районе города, от Дегтярной улицы до улицы Базарной.

## История
Название связано с рыночной торговлей и рыночной площадью, в начале XIX века располагавшейся поблизости, на пересечении Базарной улицы с Александровским проспектом. Довольно быстро эта площадь получила название Старобазарной, поскольку к 1812 году уже существовал Новый базар на тогдашней Херсонской площади, где появился свой Щепный ряд.